# Święci prawosławni
Święci Kościoła prawosławnego ogłaszani są przez Święty Sobór Biskupów lokalnego Kościoła (w Polsce – Święty Sobór Biskupów Polskiego Autokefalicznego Kościoła Prawosławnego) poprzez kanonizację, a następnie decyzją władz pozostałych Kościołów prawosławnych włączani są do grona świętych, czczonych w tychże Kościołach.
Zgodnie z postanowieniami VII Soboru Powszechnego w Nicei (rok 787) prawosławni oddają cześć (gr. προσκύνηση – pokłon, w odróżnieniu od gr. λατρεία – czci przynależnej jedynie Bogu) świętym, przede wszystkim ich relikwiom, jako przebóstwionym ciałom świętych, oraz przedstawiającym ich ikonom.
Do ustanowienia Świętego Synodu, który przejął na wyłączność prawo do kanonizacji; synody lokalne w latach 1547–1721 wyniosły na ołtarze jako świętych 180 postaci.
Wspomnienia świętych przypisane są do każdego dnia roku liturgicznego (od kilku do kilkudziesięciu pozycji na dzień), funkcjonują w tekstach liturgicznych Jutrzni, Nieszporów oraz Boskiej Liturgii (poetyckie strofy tzw. stichery, tropariony czy kondakiony), w których opowiada się o rodzaju ich świętości i wydarzeniach z życia. Dniem szczególnego wspomnienia świętych jest sobota, co wiąże się z uwydatnieniem hymnografii świętych, przypadających na ten dzień. Prawosławni obchodzą również dzień Wszystkich Świętych, kiedy w sposób symboliczny wspominani są kanonizowani w historii Kościoła prawosławnego. Jest to święto ruchome, które wypada w pierwszą niedzielę po święcie Zstąpienia Ducha Świętego na apostołów (Pięćdziesiątnicy). Kult świętych prawosławnych jest rozpowszechniony na cały świat prawosławny (tych kanonizowanych w wieku XX ma charakter raczej lokalny).

## Kategorie i tytuły świętych prawosławnych
Cerkiew prawosławna wyróżnia następujące kategorie świętych (oraz tytuły odnoszące się tylko do jednej kategorii):
1. Prorocy/prorokinie – święci żyjący przed przyjściem Jezusa Chrystusa, którzy natchnieni Świętym Duchem przepowiadali (prorokowali) rzeczy przyszłe (przyszłość), głównie dotyczące Zbawiciela.
  - Poprzednik Pański – tytuł przysługujący największemu z proroków – Janowi Chrzcicielowi, którego działalność bezpośrednio poprzedzała przyjście Jezusa Chrystusa.
2. Apostołowie – najbliżsi uczniowie Jezusa Chrystusa, których wysyłał za Swego życia w celu głoszenia Słowa Bożego, i którzy po Zstąpieniu na nich Ducha Świętego szerzyli wiarę chrześcijańską w różnych krajach.
  - Pierwsi wśród zwierzchnich – tytuł przysługujący jedynie dwóm czołowym apostołom: Piotrowi i Pawłowi.
  - Pierwszy powołany – tytuł przysługujący tylko apostołowi Andrzejowi, jako pierwszemu powołanemu przez Chrystusa uczniowi.
  - Ewangeliści – tytuł przysługujący apostołom będący jednocześnie autorami jednej z czterech Ewangelii, tj. apostołom Mateuszowi, Markowi, Łukaszowi i Janowi.
3. Męczennicy i męczennice – święci, którzy za wiarę w Jezusa Chrystusa byli poddawani torturom i ponieśli męczeńską śmierć.
  - Pierwsi męczennicy (gr. Πρωτομάρτυρας) – tytuł przysługujący świętym, którzy ponieśli śmierć za Chrystusa jako pierwsi; tytuł ten przysługuje wyłącznie arcydiakonowi Stefanowi (Szczepanowi) i równej apostołom Tekli.
  - Wielcy męczennicy / Wielkie męczennice – tytuł odnoszący się do świętych, którzy za wiarę w Jezusa Chrystusa ponieśli śmierć, uprzednio będąc poddanymi wyjątkowo okrutnym torturom i cierpieniom (np. Anastazja z Dalmacji, Barbara z Nikomedii, Jerzy Zwycięzca, Katarzyna Aleksandryjska, królowa gruzińska Ketewan, uzdrowiciel Panteleon).
  - Stratelatesi – tytuł przysługujący męczennikom wojskowym, niekiedy będący integralną częścią imienia świętego, np. męczennik Andrzej, wielki męczennik Teodor.
  - Cierpiętnicy – tytuł przysługujący męczennikom, którzy cierpieli od swych współwyznawców.
4. Święci biskupi – święci posiadający najwyższe święcenia kapłańskie. Zależnie od zajmowanego stanowiska i pełnionej funkcji nazywani są patriarchami, metropolitami, arcybiskupami, biskupami.
  - Powszechni nauczyciele – tytuł przysługujący tylko wielkim nauczycielom starożytnej Cerkwi: Bazylemu Wielkiemu, Grzegorzowi Teologowi i Janowi Złotoustemu.
5. Święci kapłani – bogobojni kapłani (prezbiterzy i diakoni) niebędący zakonnikami, którzy swym życiem i poświęceniem Bogu osiągnęli świętość.
6. Święci mnisi/święte mniszki – bogobojni ludzie, którzy trwając w dziewictwie, w odosobnieniu od doczesnego świata, prowadząc surowe życie zakonne, osiągnęli świętość.
7. Pustelnicy – święci przebywający w pustelniach, którzy zamknięci w swej celi lub pieczarze, pozostawiają jedynie otwór na podanie niezbędnego pożywienia, by w samotności przebywać na modlitwie z Bogiem (np. Antoni Wielki, Makary Wielki Egipski).
8. Stylici – święci, głównie mnisi, którzy poświęcając się Bogu, spędzali życie na wysokich skalnych słupach (np. Daniel Słupnik, Nikita Słupnik, Symeon).
9. Święci władcy – święci sprawujący świecką władzę nad innymi ludźmi. Zależnie od zajmowanego stanowiska nazywani są: książętami, wielkimi książętami, królami, carami, cesarzami (np. Konstantyn I Wielki).
10. Błogosławieni, Szaleńcy Boży (gr. salos – chwianie się) – saloici, jurodiwi, potocznie zwani szaleńcami Chrystusowymi (lub obłąkańcami Chrystusowymi), ludzie świadomie i celowo pozorujący wobec otaczającego świata swoją głupotę, brak rozumu, obłąkanie, objawiające się paradoksalnym postępowaniem i zachowaniem, narażającym te osoby na kpiny, szykany, obelgi i pobicie (np. Andrzej Konstantynopolitański, Bazyli Moskiewski, Ksenia z Petersburga).
11. Niewiasty niosące wonności (Μυροφόροι) – święte niewiasty usługujące Jezusowi Chrystusowi: Joanna, Maria Kleofasowa, Maria Magdalena, Marta z Betanii, Maria z Betanii, Salome i Zuzanna.
12. Bezsrebrnicy (бессребреники) – święci, którzy wsławili się swą bezinteresownością w służbie bliźnim, polegającą głównie na nieodpłatnym leczeniu chorób ducha i ciała (np. Kosma i Damian, Panteleon).
13. Sprawiedliwi – święci żyjący zgodnie z prawdą Bożą, którzy osiągnęli świętość w życiu codziennym, świeckim; należą do nich zarówno święci starotestamentowi (Anna, Joachim, Noe, Hiob Cierpiętnik), jak i nowotestamentowi.
  - Praojcowie – pierwsi na ziemi Sprawiedliwi, biblijni prarodzice rodu ludzkiego (Adam, Noe, Abraham)
14. Święci – osoby uznane przez Cerkiew za święte, lecz nie dające się zakwalifikować do innych kategorii świętości.
15. Archaniołowie – nazwa wyższego chóru aniołów, spełniających wobec ludzi szczególne posłannictwo w historii zbawienia, polegające na głoszeniu Dobrej Nowiny i otwieraniu tajemnic wiary. Do grona archaniołów należy siedem aniołów, w tym Archanioł Michał, Gabriel i Rafał.

Niektórzy święci mogą być zaliczani do dwóch lub nawet trzech kategorii, np. prorok i król izraelski Dawid; mnich i męczennik Atanazy Brzeski, wielka księżna, mniszka i męczennica Elżbieta, mnich i wyznawca Izaakiusz Dalmatycki; mnich i błogosławiony Józef Zaonikijowski; biskup Kition i sprawiedliwy Łazarz, książę czernihowski; męczennik i wyznawca Michał, metropolita kijowski i męczennik Włodzimierz itd.
Poza tym w hagiografii prawosławnej występują uniwersalne tytuły, tj. nadawane świętym niezależnie od kategorii. Najczęściej występujące z nich to:
1. Równi apostołom/równe apostołom – tytuł nadawany świętym niebędącym bezpośrednimi, najbliższymi uczniami Jezusa Chrystusa, którzy na podobieństwo apostołów krzewili wśród pogan (i innowierców) wiarę Chrystusową i głosili Królestwo Boże na ziemi, osiągając w swej pracy wielkie rezultaty. Tytuł ten przysługuje świętym różnych kategorii, np.: władcom (np. cesarz Konstantyn, cesarzowa Helena, król bułgarski Borys, wielki książę Włodzimierz, wielka księżna Olga, książę wielkomorawski Rościsław), hierarchom (np. arcybiskup Moraw i Panonii Metody, arcybiskup japoński Mikołaj), mnichom (np. Cyryl, Nahum z Ochrydy), męczennikom (np. Tekla), świętym bez kategorii (np. Maria Magdalena, Nina).
2. Wielcy – tytuł nadawany bardzo zasłużonym świętym, stający się integralną częścią ich imienia (np. arcybiskup aleksandryjski Atanazy, arcybiskup Cezarei Kapadockiej Bazyli, cesarz Konstantyn, mnich Makary Egipski, mnich Onufry, mnich Pachomiusz).
3. Teolodzy – tytuł nadawany największym teologom, stający się integralną częścią ich imienia (posiadają go wyłącznie: apostoł i ewangelista Jan, Symeon Nowy, arcybiskup konstantynopolitański Grzegorz).
4. Wyznawcy – tytuł nadawany świętym, którzy za wiarę w Jezusa Chrystusa byli poddawani torturom, lecz zmarli w pokoju w wyniku doznanych cierpień, niekiedy stający się integralną częścią ich imienia (np. biskup paryjski Bazyli, metropolita Mytileny, mnich Maksym, arcybiskup suroski Stefan).
5. Miłościwi – tytuł nadawany świętym, którzy położyli największe zasługi na polu dobroczynności, często stający się integralna częścią ich imienia (np. biskup florencki Bonifacy, sprawiedliwy Filaret, patriarcha aleksandryjski Jan, biskup Noli Paulin).
6. Napiętnowani – tytuł nadawany Wyznawcom, którym podczas zadawanych tortur wypalano i rysowano na twarzy oraz ciele piętna (np. mnich Teofan Wyznawca Sigriański, mnich konstantynopolitański Teodor).
7. Uzdrowiciele – tytuł nadawany świętym, którzy położyli wielkie zasługi w (nieodpłatnym) leczeniu ludzi (np. Panteleon).
8. Cudotwórcy – tytuł świętych, którzy otrzymali od Boga dar czynienia cudów, polegający głównie na uzdrawianiu chorych, wyganianiu złych mocy itp.
9. Prawowierni – tytuł nadawany świętym, wyróżniającym się prawością niesienia swej posługi (np. cesarz Justynian).
10. Nauczyciele Słowian – tytuł przysługujący wyłączenie świętym Cyrylowi i Metodemu, jako prowadzącym apostolską pracę wśród Słowian.
11. Oświeciciele – tytuł nadawany świętym, którzy jako pierwsi głosili Słowo Boże w danym kraju lub narodzie (Grzegorz w Armenii, Nina w Gruzji, Innocenty na Syberii i w Ameryce, Mikołaj Kasatkin w Japonii).
Inne bardziej znane tytuły nadawane świętym związane są głównie z ich zawodem lub zajęciem, np.: Pisarz Ikon (Andrzej Rublow), Pieśniarz (Roman), Ogrodnik (Fokas, Konon), Logoteta (Szymon Metafrasta), Hymnograf (Józef), Kronikarz (Nestor) itp., lub wiekiem: Dzieciątko (Artemiusz Wierkolski, Gabriel Zabłudowski).

## Święci Kościoła prawosławnego

### Indeks
A – B – C – D – E – F – G – H – I – J – K – L – Ł – M – N – O – P – R – S – Ś – T – U – W – Z – Ż – Zobacz też

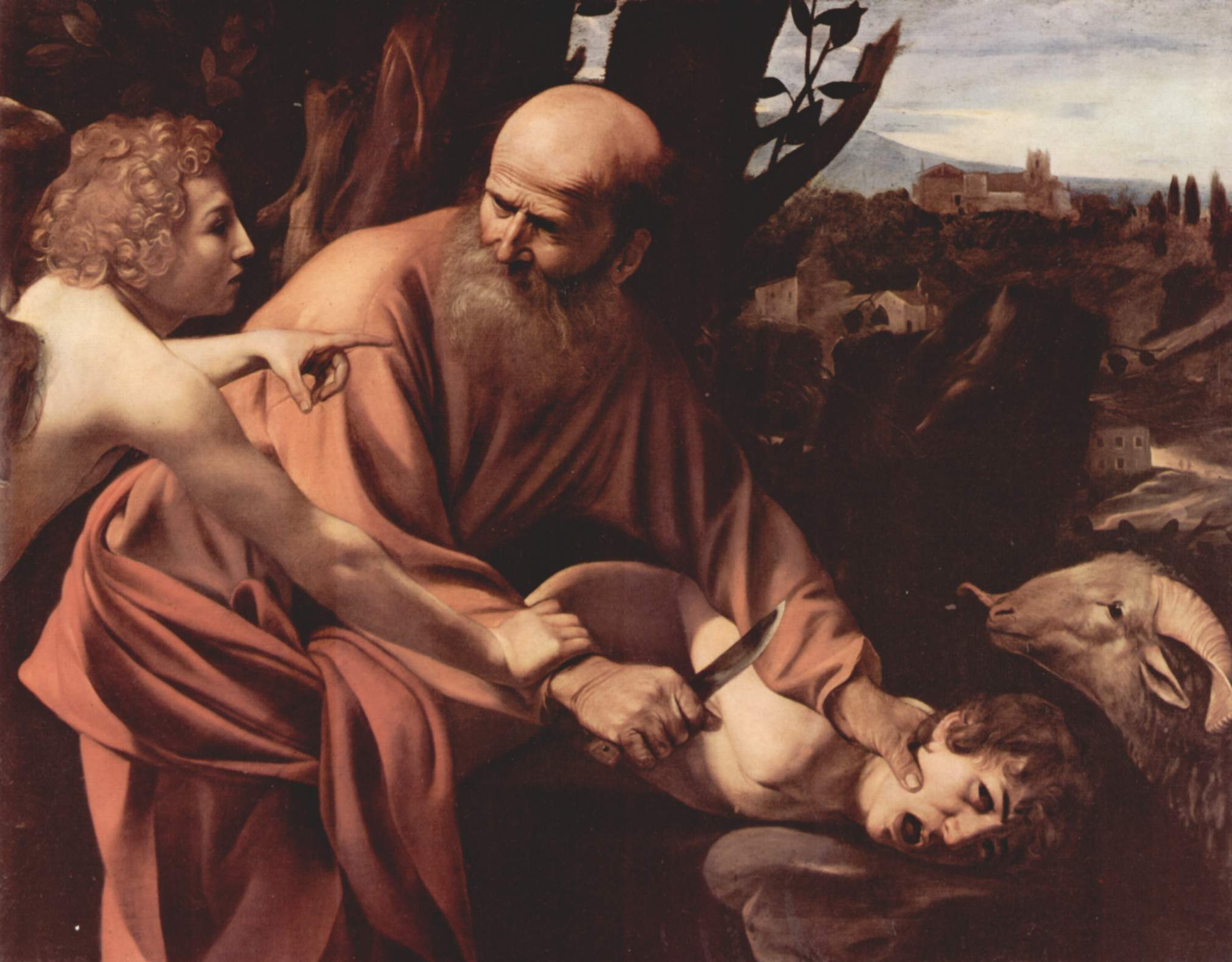
„Abraham ofiarowuje Izaaka” Caravaggio.

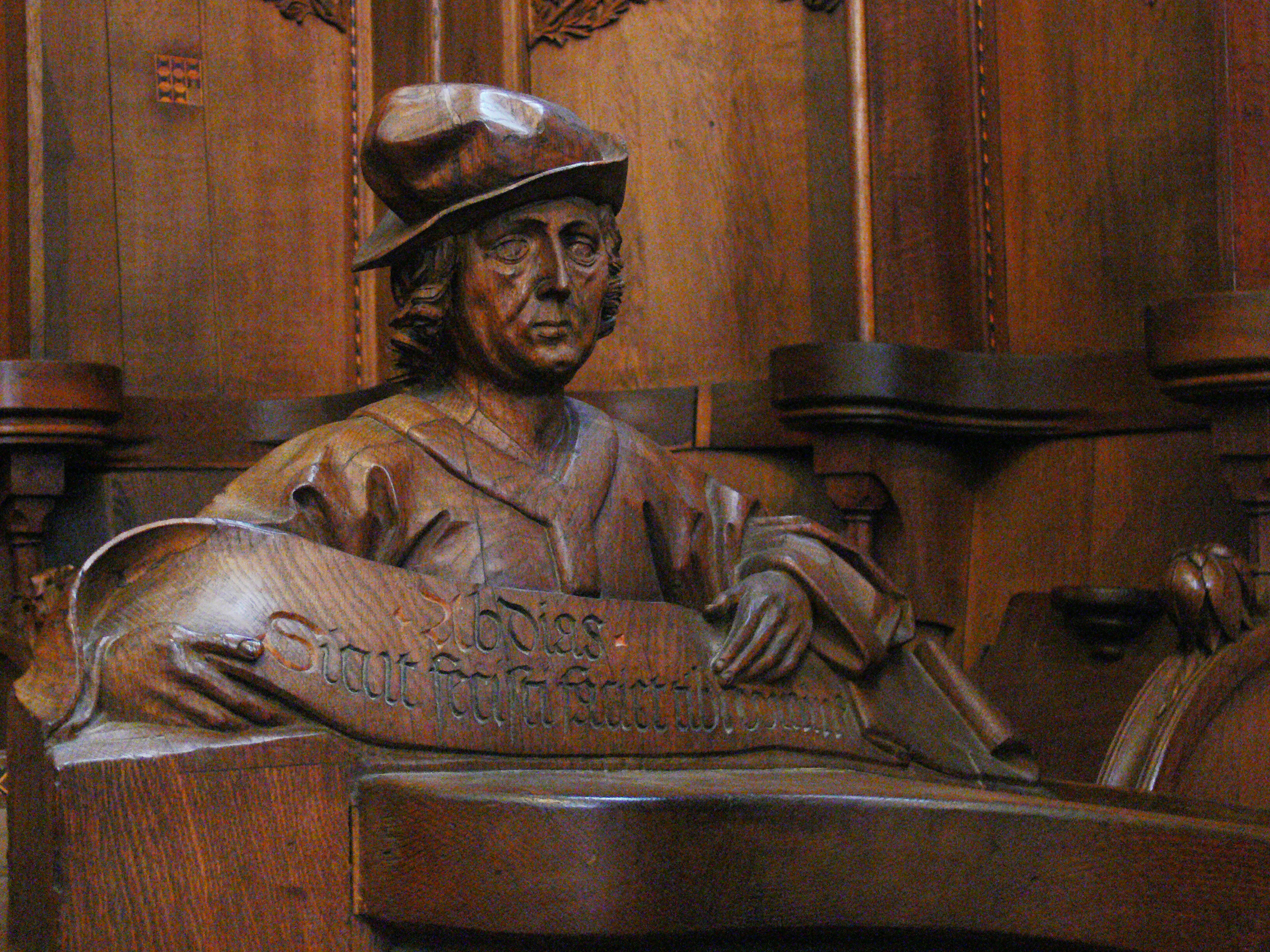
XV-wieczna rzeźba Jörga Syrlina w stallach klasztoru Blaubeuren przedstawiająca proroka Abdiasza.

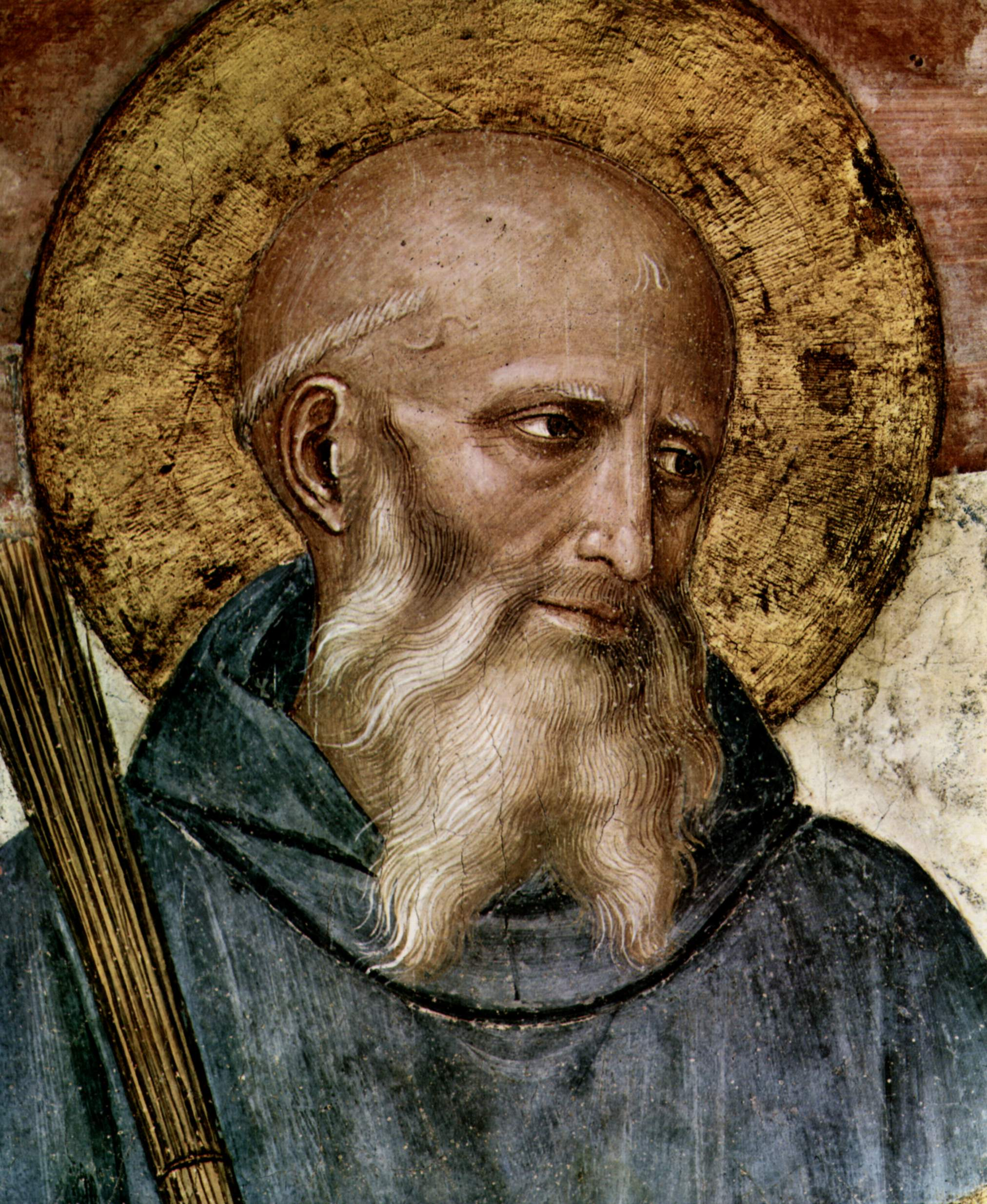
Fresk Fra Angelico przedstawiający św. Benedykta z Nursji.

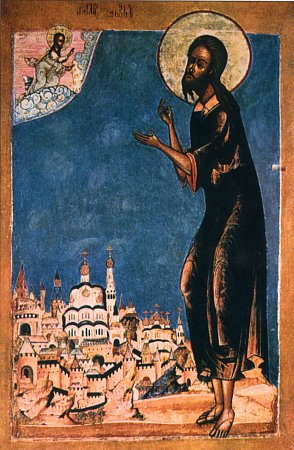
Ikona przedstawiająca św. Aleksego z XVII wieku.

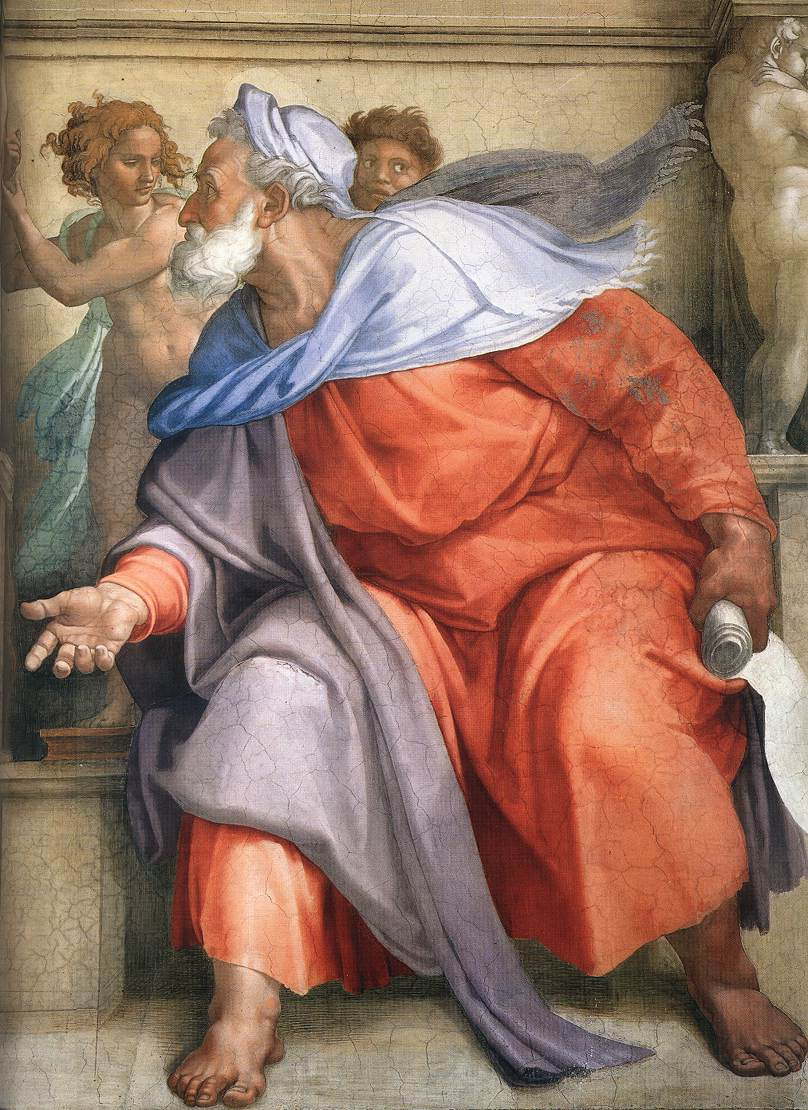
Prorok Ezechiel na fresku autorstwa Michała Anioła – Kaplica Sykstyńska w Rzymie.

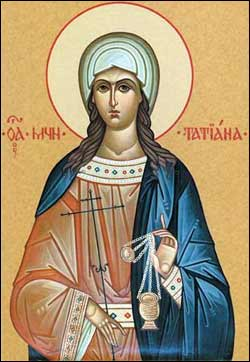
Tatiana z Rzymu.

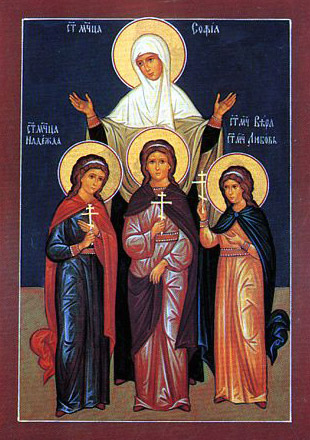
Święta Zofia z córkami: Wiarą, Nadzieją i Miłością.

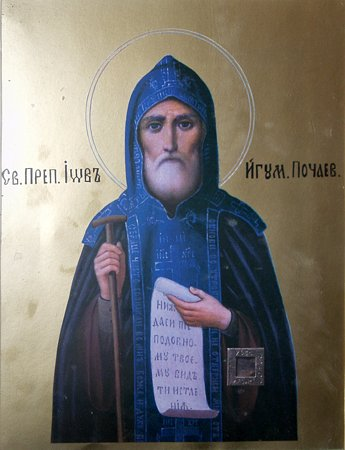
Hiob Poczajowski.

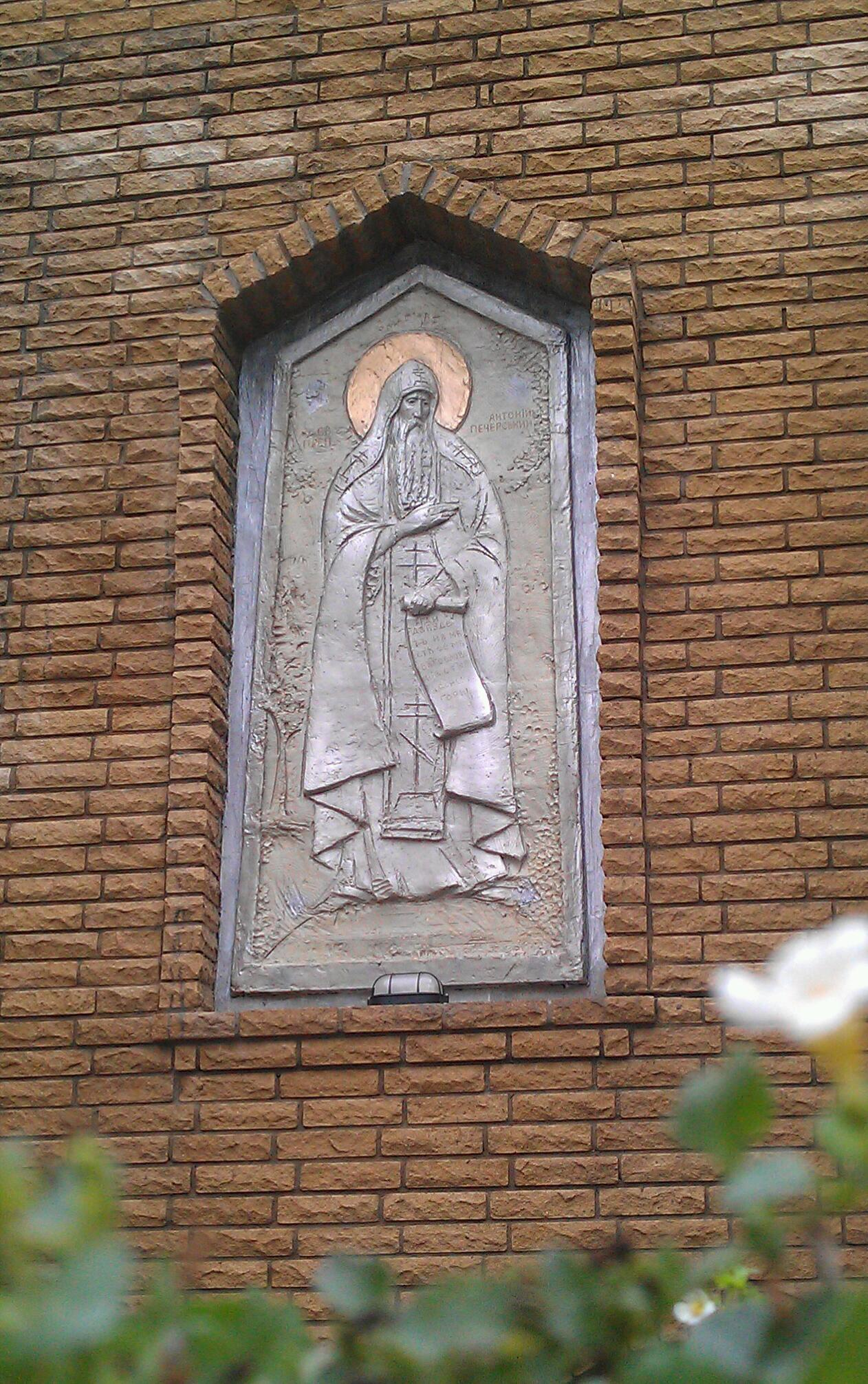
Rzeźba G.Jerszowa Św. Antoni Pieczerski

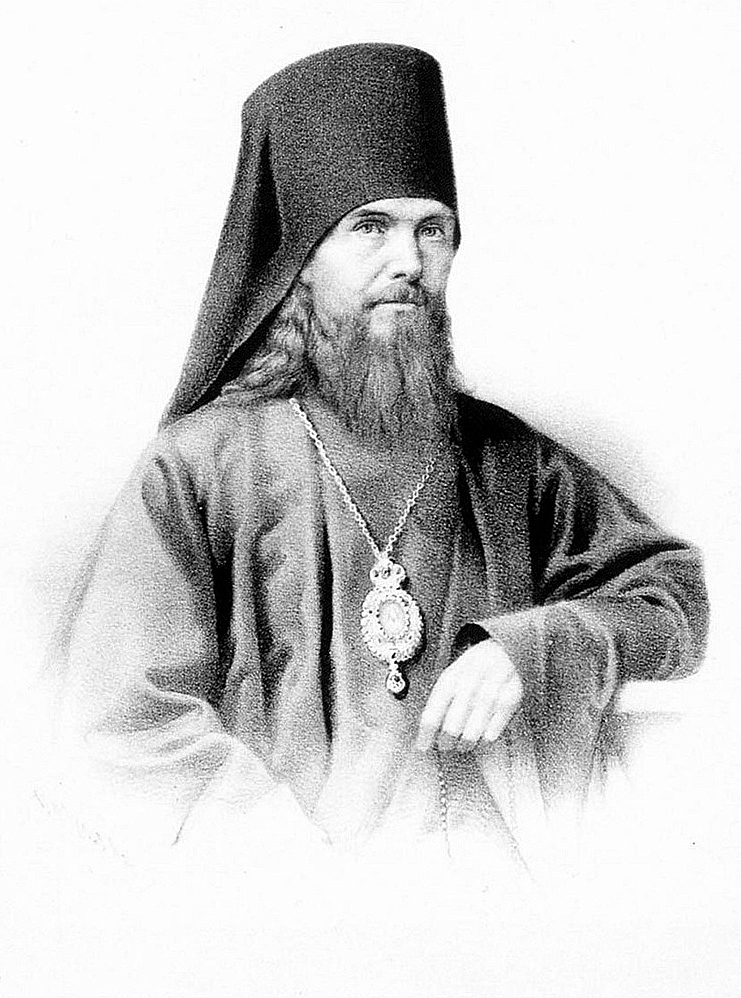
Teofan Pustelnik.

### A
- Aaron (postać biblijna)
- Abdiasz (Biblia)
- Abo z Tbilisi
- Abraham
- Abrahamiusz Halicki
- Abrahamiusz Pustelnik
- Abraham z Bułgarii
- Abraham z Rostowa
- Abrahamiusz Smoleński
- Achacjusz z Melitene (zm. ok. 438)
- Adam Praojciec
- Adrian Nikomedyjski
- Adrian Ondrusowski
- Agapa (męczennica)
- Agapit Pieczerski
- Agapiusz Rzymski
- Agata (męczennica)
- Agatangel (męczennik)
- Agatodor (męczennik)
- Agatonik (męczennik)
- Agatonika (męczennica)
- Aggeusz (prorok)
- Agnia (męczennica)
- Aidan (biskup Lindisfarne)
- Akucjusz (męczennik)
- Akwiła Apostoł
- Alban (męczennik)
- Aleksander (męczennik)
- Aleksander Chotowicki
- Aleksander Egejski
- Aleksander Newski
- Aleksander Oszewieński
- Aleksander Świrski
- Aleksander z Aleksandrii
- Aleksander (biskup Koman)
- Aleksander (patriarcha Konstantynopola)
- Aleksandra (cesarzowa)
- Aleksandra Fiodorowna
- Aleksandra (męczennica)
- Aleksy (Szepielew)
- Aleksy Nikołajewicz Romanow
- Aleksy Boży
- Aleksy Toth
- Aleksy (metropolita Moskwy)
- Alim (męczennik)
- Alipiusz Pieczerski
- Ałła (męczennica)
- Ambroży z Mediolanu
- Ambroży z Optiny
- Amfilochiusz (męczennik)
- Amfilochiusz Głuszycki
- Ammon Mnich
- Amos (Biblia)
- Ananiasz Apostoł
- Ananiasz Babiloński
- Ananiasz z Seleucji
- Anastazja Nikołajewna Romanowa
- Anastazja Aleksandryjska
- Anastazja Rzymianka
- Anastazy (męczennik)
- Anastazy Pers
- Anastazy z Synaju
- Anatol z Nicei
- Anatol Młodszy z Optiny
- Anatol Starszy z Optiny
- Andronik Mnich
- Andronik Apostoł
- Andronik Moskiewski
- Andrzej Apostoł
- Andrzej Jerozolimski
- Andrzej Bogolubski
- Andrzej (książę smoleński)
- Andrzej Rublow
- Andrzej Totiemski
- Andrzej z Krety
- Andrzej z Syrakuz
- Anfisa (męczennica)
- Angelina Sprawiedliwa
- Anna Sprawiedliwa
- Anna (męczennica)
- Anna Kaszyńska
- Anna Nowogrodzka
- Ansgar (biskup)
- Anter (papież)
- Antoni (męczennik)
- Antoni Dymski
- Antoni Kijowsko-Pieczerski
- Antoni (patriarcha Konstantynopola)
- Antoni Rzymianin
- Antoni Sijski
- Antoni Wielki
- Antoni Wileński
- Antoni z Marktopu
- Antoni z Optiny
- Antonin (męczennik)
- Antonin z Efezu
- Antonin z Syrakuz
- Antonina (męczennica)
- Antonina z Nicei
- Antym Iberyjczyk
- Antypa (biskup Pergamonu)
- Antypa ze Świętej Góry
- Apolinary (biskup Rawenny)
- Appia (męczennica)
- Archip Apostoł
- Arseniusz Nowogrodzki
- Aretas (męczennik)
- Aretas Pieczerski
- Ariadna (męczennica)
- Arkadiusz Mnich
- Arkadiusz Wiaziemski i Nowotorski
- Arseniusz I Sremak
- Arseniusz (biskup twerski)
- Arseniusz Koniewski
- Arseniusz Wielki
- Artemiusz Wielki
- Artemiusz Wierkolski
- Artemon (męczennik)
- Artemon (biskup Seleucji Pisydzkiej)
- Astyriusz Palestyński
- Atanazja Mniszka
- Atanazy (męczennik)
- Atanazy Brzeski
- Atanazy (patriarcha Kostantynopola)
- Atanazy Pieczerski
- Atanazy Wielki
- Atanazy z Atosu
- Atanazy z Meteor
- Audifaks (męczennik)
- Audycjusz (męczennik)
- Augustyn (biskup Canterbury)
- Augustyn (biskup Hippony)
- Auksencjusz z Bitynii
- Autonom (biskup Italii)
- Awenir (car Indii)
- Awerkiusz (biskup Hierapolis)
- Awim (męczennik)
- Azadan (męczennik)

### B
- Bakchus Rzymianin
- Baptos (męczennik)
- Barbara Wielka (męczennica)
- Barłaam Chutynski
- Barłaam Indyjski
- Barnaba Apostoł
- Bartłomiej Apostoł
- Baruch (postać biblijna)
- Barul (męczennik)
- Bawo (święty mnich)
- Bazyli (męczennik)
- Bazyli Mangaziejski
- Bazyli Ostrogski
- Bazyli Moskiewski
- Bazyli Nowy
- Bazyli Wielki
- Bazyli Wyznawca
- Bazylisa Egipska
- Bazylisa z Nikomedii
- Bazyliszek (męczennik)
- Benedykt z Nursji
- Bidyn (książę gruziński)
- Błażej (biskup sebastyjski)
- Bonifacy (męczennik)
- Bonifacy Miłościwy
- Bonifacy-Winfrid (z Credition)
- Borys i Gleb
- Borys I Michał

### C
- Celsus (męczennik)
- Celsus z Mediolanu
- Cezary z Nazjanzu
- Charałampiusz (biskup Magnezji)
- Charyta (męczennica)
- Charyton Rzymski
- Charyton Sianżemski
- Charyton Wyznawca
- Chiona Akwilejska
- Chryzant (męczennik)
- Chryzogon
- Cyprian (biskup Antiochii)
- Cyprian (metropolita Moskwy)
- Cyprian z Kartaginy
- Cyrak (patriarcha Jerozolimy)
- Cyriak Mnich
- Cyryl
- Cyryl z Aleksandrii
- Cyryl Jerozolimski
- Cyryl Biełozierski
- Cyryl (biskup turowski)
- Cyryl Nowojezierski
- Cyryl z Radoneża

### D
- Damascen z Gabrowa
- Damian Cudotwórca
- Daniel (postać biblijna)
- Daniel Egipcjanin
- Daniel Stylita
- Daniel Aleksandriewicz
- Daria (męczennica)
- Dawid III Odnowiciel
- Dawid (król Izraela)
- Dawid z Garedży
- Dawid z Tesalonik
- Dawid (biskup Walii)
- Dawid (książę jarosławski)
- Deusdedit z Canterbury
- Dezyderiusz (męczennik)
- Diodor Juriegorski
- Diomid z Tarsu
- Dionizy Areopagita
- Dionizy Głuszycki
- Dionizy Wielki (biskup aleksandryjski)
- Dionizy z Efezu
- Dionizy (biskup połocki)
- Dowmont (książę pskowski)
- Dominika (męczennica)
- Dominika z Kartaginy
- Domna z Antiochii
- Donat (biskup Eurii)
- Dorota z Cezarei
- Doroteusz Egipski
- Duklida
- Dymitr Doński
- Dymitr Nowy Bukareszteński
- Dymitr Pryłucki
- Dymitr z Tesaloniki
- Dymitr Iwanowicz (1582–1591)
- Dymitr Rostowski
- 14000 dzieci zabitych przez Heroda w Betlejem

### E
- Edelber (król Anglii)
- Edward (król Anglii)
- Efrem Nowotorski
- Efrem Perekomski
- Efrem Syryjczyk
- Eleazar (męczennik)
- Eleazar Anzerski
- Eleazar Nauczyciel
- Eleuteriusz (biskup ilaryjski)
- Elezwoj (król Etiopii)
- Eliasz (prorok)
- Eliasz Czawczawadze
- Eliasz Egipcjanin
- Elizabar (książę gruziński)
- Elizeusz (prorok)
- Elizeusz Ławryszewski
- Elżbieta Sprawiedliwa
- Elżbieta Aleksandrowicz
- Emilian Dacyjski
- Emmelia Cezaryjska
- Ennafa (męczennica)
- Epifaniusz (biskup Cypru)
- Erazm z Formii
- Ermil (męczennik)
- Eudokia (męczennica)
- Eudoksja z Kanopy
- Eufrazja (męczennica)
- Eufrozyn Pskowski
- Eufrozyna Połocka
- Eufrozyna z Szuzdala
- Eufrozyna Dymitrycz
- Eugenia Rzymska
- Eulalia Hiszpańska
- Eulogiusz z Aleksandrii
- Euplusz z Katanii
- Eupraksja z Konstantynopola
- Eustatius I (metropolita Peć)
- Eustachy Placyd (męczennik)
- Eustachy Wileński
- Eustacjusz Antiocheński
- Eutropiusz (męczennik z Pontu)
- Eutyches (męczennik)
- Eutychiusz (arcybiskup Konstantynopola)
- Eutymia Wielka
- Eufenia/Eutymia (męczennica)
- Eutymiusz Iberyjczyk
- Eutymiusz Nowy z Tesalonik
- Eutymiusz Tyrnowski
- Eutymiusz Wielki
- Eutymiusz Cudotwórca
- Eutymiusz (biskup Sardes)
- Euzebiusz (męczennik)
- Euzebon (męczennik)
- Ewa Pramatka
- Ewelpist (męczennik)
- Ezechiel (prorok)

### F
- Fabian (papież)
- Falasjusz Mnich
- Febronia (męczennica)
- Febronia (księżna muromska)
- Felicyta (męczennica)
- Felicyta z Rzymu (męczennica)
- Feliks (męczennik)
- Festus (męczennik)
- Filaret, metropolita moskiewski
- Filaret, metropolita kijowski
- Filaret Miłościwy
- Filemon Apostoł
- Filip Apostoł
- Filip II (metropolita Moskwy)
- Filit (męczennik)
- Filonilla (męczennica)
- Filotea z Argeș
- Filoteusz (męczennik)
- First (męczennik)
- Flawian (patriarcha Konstantynopola)
- Flor (męczennik)
- Focjusz (metropolita kijowski)
- Focjusz (patriarcha Konstantynopola)
- Fokas Ogrodnik
- Frumencjusz z Etiopii

### G
- Gaafa (królowa gocka)
- Gabriel
- Gabriel z Lesnowa
- Gabriel I
- Gabriel Zabłudowski
- Gabriel ze Świętej Góry
- Galakcjon Wołogodzki
- Gall Mnich
- Gedeon (postać biblijna)
- Genadiusz (arcybiskup nowogrodzki)
- Genadiusz Mnich
- Genowefa z Paryża
- Gerasim Jordański
- Gerwazy (męczennik)
- Gleb
- Gorazd, biskup Czech, Moraw i Śląska
- Grzegorz I (papież)
- Grzegorz Oświeciciel
- Grzegorz Palamas
- Grzegorz Peradze
- Grzegorz Pieczerski
- Grzegorz Pielszemski
- Grzegorz z Nazjanzu
- Grzegorz z Synaju
- Grzegorz (arcybiskup Ochrydy)
- Grzegorz Cudotwórca
- Grzegorz z Nyssy
- Grzegorz z Nareku
- Grzegorz (biskup omirycki)
- Guriasz (męczennik)
- Guriasz z Odessy
- Guriasz, arcybiskup kazański

### H
- Habakuk (męczennik)
- Habakuk (prorok)
- Habib (męczennik)
- Habib z Edessy
- Habib (biskup Nekresi)
- Halina (męczennica)
- Helena (cesarzowa)
- Helena (królowa serbska)
- Heraks (męczennik)
- Herman Sołowiecki
- Herman z Alaski
- Herman (arcybiskup kazański)
- Herman (biskup Auxerre)
- Herman (biskup Paryża)
- Herman Cudotwórca
- Herman (patriarcha Konstantynopola)
- Hermes (męczennik)
- Hermogen (patriarcha Moskwy)
- Hieronim Strydoński
- Hilarion Nowy
- Hilarion (Troicki)
- Hilarion Wielki
- Hilarion z Optiny
- Hilarion (biskup Poitiers)
- Hiob Cierpiętnik
- Hiob (patriarcha Moskwy)
- Hiob Poczajowski
- Hipacy (męczennik)
- Hiparch (męczennik)
- Hipolit (męczennik)
- Honorat (biskup Arles)

### I
- Ignacy (Branczaninow)
- Ignacy Łomski
- Ignacy Teofor
- Ignacy (biskup rostowski)
- Ignacy (patriarcha Konstantynopola)
- Igor II z Kijowa
- Inna (męczennik)
- Innocenty Komelski
- Innocenty Irkucki
- Innocenty z Alaski
- Iosif Wołocki
- Irena Wielka
- Irena Akwilejska
- Irena (cesarzowa)
- Ireneusz (biskup Lyonu)
- Ireneusz (biskup Sremu)
- Irynarch Rostowski
- Ise (biskup Ciłkany)
- Iwan III Wasylewicz
- Izaak Syryjczyk
- Izaakiusz Dalmatycki
- Izaak II z Optiny
- Izaak I z Optiny
- Izajasz
- Izajasz Egipcjanin
- Izajasz (biskup rostowski)
- Izmael (męczennik)
- Izydor z Samtawisi
- Izydor Cudotwórca

### J
- Jakub (męczennik)
- Jakub Borowicki
- Jakub Sprawiedliwy
- Jakub Niecwietow
- Jakub Pers
- Jakub Mniejszy Apostoł
- Jakub Większy Apostoł
- Jakub Żeleznoborowski
- Jakub I ( metropolita Peć)
- Jakub (biskup Nisibis)
- Jakub (biskup rostowski)
- Jakub (biskup)
- Jakub z Persji
- Jamblik z Efezu
- Jan Chrzciciel
- Jan Egipski
- Jan Jaskiniowiec
- Jan Kasjan
- Jan Klimak
- Jan Koczurow
- Jan Konstantynopolitański
- Jan Maksymowicz
- Jan Miłościwy
- Jan Moskiewski
- Jan Nowy Wielki
- Jan Nowy
- Jan Palestyński
- Jan Piotrogrodzki
- Jan Postnik
- Jan Prorok
- Jan Papadopulos (Kukuzeles)
- Jan Ruski
- Jan Rycerz
- Jan Rylski
- Jan Szałaśnik
- Jan Ewangelista
- Jan Ustiuski
- Jan Wereg
- Jan Wileński
- Jan Włosaty
- Jan Wyszeński
- Jan z Damaszku
- Jan z Efezu
- Jan Kronsztandzki
- Jan z Syrakuz
- Jan z Szanghaju i San Francisco
- Jan z Zedazeni
- Jan z Athosu
- Jan Złotousty
- Jan (arcybiskup nowogrodzki)
- Jan (Pommers)
- Jan (biskup suzdalski)
- Jan Tobolski
- Jan Cudotwórca
- January (biskup Benewentu)
- Jarosław Światosławicz
- Jarosław I Mądry
- Jeremiasz
- Jeremiasz Egipcjanin
- Jerzy Chozewita
- Jerzy Iberyjczyk
- Jerzy (Konisski)
- Jerzy Nowy
- Jerzy Piotrogradzki
- Jerzy Wyznawca
- Jerzy Zwycięzca
- Jerzy II Wsiewołodowicz
- Joachim Sprawiedliwy
- Joannicjusz Wielki
- Joanicjusz z Devič
- Joanna (niewiasta)
- Joel
- Jonasz (postać biblijna)
- Jonasz (arcybiskup nowogrodzki)
- Jonasz z Moskwy
- Jozafat Kamienski
- Jozafat z Meteor
- Joazaf z Biełgorodu
- Jozafat (książę indyjski)
- Jozue
- Józef Hymnograf
- Józef z Optiny
- Józef Sprawiedliwy
- Józef Zaonikijowski
- Józef (biskup Aławerdy)
- Juda Tadeusz Apostoł
- Julia z Kartaginy
- Julian Egipski
- Julian Palestyński
- Julian z Samosaty
- Julian z Tarsu
- Julianna (męczennica)
- Julianna Łazarewska
- Julianna Nikomedyjska
- Julianna Sprawiedliwa
- Julita (męczennica)
- Junia (postać biblijna)
- Justyn Wielki (męczennik)
- Justyn (Popović)
- Justyna (męczennica)
- Justynian I Wielki
- Juwenaliusz Jakub

### K
- Kalinik z Gangry (męczennik)
- Kalinik (męczennik)
- Kallinik I (patriarcha Konstantynopola)
- Kalista (męczennica)
- Kalistrat (męczennik)
- Karion i Zachariasz
- Karpos (apostoł)
- Karpus (biskup Tiatyry)
- Kasjan Uglicki
- Katarzyna (męczennica)
- Ketewan Wielkomęczennica
- Kir Cudotwórca
- Kira (Cyra)
- Kiriena z Tarsu
- Kiryk (męczennik)
- Klaudia (męczennica)
- Klemens z Ochrydy
- Klemens (biskup Ankary)
- Klemens I
- Kleonik (męczennik)
- Klotylda
- Kodrat (męczennik)
- Kolumba z Iony
- Kolumban Mnich
- Konon ogrodnik
- Konstanty z Efezu
- Konstantyn z Murom
- Konstanty (książę jarosławski)
- Konstanty Wołoski
- Konstantyn I Wielki
- Korneliusz Komelski
- Korneliusz Perejasławski
- Korneliusz Pskowsko-Pieczerski
- Koryb (męczennik)
- Kosma Jachromski
- Kosma (biskup Maiumy)
- Kosma Cudotwórca
- Kresencja (męczennik)
- Kronides (męczennik)
- Krystyna z Tyr
- Krystyna (księżna litewska)
- Krzysztof
- Ksenia Rzymianka
- Ksenia z Petersburga
- Ksenofont Mnich
- Kwadrat z Koryntu
- Kwartus (Kuart)

### L
- Laur (męczennik)
- Leon I (papież)
- Leon (biskup Katanii)
- Leoncjusz
- Leoncjusz (biskup rostowski)
- Leoncjusz (Stasiewicz)
- Leonid
- Leukiusz
- Lew z Optiny
- Lidia (męczennica)
- Limniusz Pustelnik
- Longin Koriażemski
- Longin Setnik
- Luba
- Lucjan Antiocheński
- Ludmiła Czeska
- Lup(us)

### Ł
- Łarysa
- Ławrencjusz (archidiakon)
- Ławrencjusz z Turowa
- Łazarz (postać biblijna)
- Łazarz I Hrebeljanović
- Łucja Rzymska
- Łucja z Syrakuz
- Łukasz Ewangelista
- Łukasz Grecki (ze Stiri)

### M
- Macedoniusz
- Maciej Apostoł
- Makary Kalaziński
- Makary Piński
- Makary Wielki Egipski
- Makary z Optiny
- Makary Żabiński
- Makary Żełtowodzki
- Makary
- Makary (metropolita Moskwy)
- Makryna Młodsza
- Maksym Gorlicki
- Maksym Grek
- Maksym Moskiewski
- Maksym Wyznawca
- Maksym Brankowicz (arcybiskup wołoski)
- Maksymilian z Efezu
- Malachiasz (prorok)
- Malchus Syryjski
- Manuel
- Marcin Miłościwy
- Marcin Turowski
- Marcin I
- Marcjan
- Marcjan z Kiry
- Marcjanilla
- Marek Ewangelista
- Marek Pieczerski
- Margaryta, Marina (męczennica)
- Maria (błogosławiona)
- Święta Maria
- Maria Egipcjanka
- Maria Magdalena
- Maria Romanowa
- Maria z Radoneża
- Matka Maria
- Mariamna
- Marinus Palestyński
- Marinus Rzymski
- Marcelin
- Maron Syryjski
- Marta Kapadocka
- Marta Rzymska
- Martynian i Procesjusz
- Martynian Biełozierski
- Martynian z Efezu
- Martyriusz
- Martyriusz Zieleniecki
- Maryna
- Mateusz Ewangelista
- Mateusz Pieczerski
- Matrona (męczennica)
- Matrona (mniszka)
- Matrona z Tesalonik
- Melania Rzymianka
- Melecjusz (patriarcha Antiochii)
- Menas z Egiptu
- Mina Połocki
- Merkury z Cezarei
- Merkury Smoleński
- Metody
- Metody I (patriarcha Konstantynopola)
- Michał Archanioł
- Michał Kłopski
- Michał Malein
- Michał z Ułumby
- Michał Żołnierz
- Michał Czernichowski
- Michał Muromski
- Michał Twerski
- Michał (metropolita kijowski)
- Micheasz Młodszy
- Micheasza z Moreszet
- Micheasz z Radoneża
- Mikołaj II Romanow
- Mikołaj Pskowski
- Mikołaj Japoński
- Mikołaj Cudotwórca
- Mikołaj Serbski
- Milica Serbska
- Minodora
- Miron z Krety
- Mitrodora
- Mitrofan z Woroneża
- Mitrofan (biskup Bizancjum)
- Modest Rzymski
- Mojżesz Czarny
- Mojżesz z Optiny
- Mojżesz (arcybiskup nowogrodzki)
- Mojżesz
- Mścisław Odważny

### N
- Święta Nadzieja
- Nahum (prorok)
- Nahum z Ochrydy
- Natalia z Nikomedii
- Nazariusz
- Nektariusz Kefalas
- Nektariusz z Optiny
- Nestor Kronikarz
- Nicefor z Antiochii
- Nicefor I (patriarcha Konstantynopola)
- Nifon (biskup Cypru)
- Nifon (biskup nowogrodzki)
- Nika
- Nikander Apostoł
- Nikander Egipcjanin
- Nikander Pskowski
- Nikita
- Nikita Albański
- Nikita Słupnik
- Nikita Nowogrodzki
- Nikita (Nicetas)
- Nikodem (postać biblijna)
- Nikodem Kożejezierski
- Nikodem ze Świętej Góry
- Nikon z Optiny
- Nikon z Radoneża
- Nił Sorski
- Nil ze Stołobny
- Nil z Atosu
- Nil z Rossano
- Nimfodora
- Nina z Gruzji
- Nonna Sprawiedliwa

### O
- Olga Kijowska
- Olga Romanowa
- Olimpia
- Onezym Apostoł
- Onufry Wielki
- Oswald
- Ozeasz

### P
- Pachomiusz Nierechski
- Pachomiusz Wielki Egipski
- Pafnucy Egipcjanin
- Pafnucy z Borowska
- Paisjusz (Eznepidis)
- Paisjusz Wieliczkowski
- Paisjusz Wielki
- Pamfil z Cezarei
- Panteleon z Nikodemii
- Papas z Likaonii
- Papilas
- Paraskiewa z Sycylii
- Paraskiewa z Ikonium
- Paraskiewa Serbska
- Parmenas Apostoł
- Parygoriusz z Samosaty
- Pasikrat
- Paisij Wieliczkowski
- Patryk
- Paulin Miłościwy
- Pawieł Aleksandrowicz Fłorienski
- Paweł Komelski
- Paweł Palestyński
- Paweł Prosty
- Paweł z Taganrogu
- Paweł z Teb
- Paweł I (biskup Bizancjum)
- Paweł Apostoł
- Pelagia Pokutnica
- Peon
- Perpetua z Kartaginy
- Pimen Pieczerski
- Pimen Wielki
- Pinna
- Pionieusz ze Smyrny
- Piotr (męczennik)
- Piotr Aleucki
- Piotr z Atosu
- Piotr z Aleksandrii
- Piotr z Sebasty
- Piotr I (car Bułgarii)
- Piotr z Ordy
- Piotr z Muromska
- Piotr (metropolita kruticki)
- Piotr II (metropolita kijowski)
- Piotr Apostoł
- Pir z Bretsy
- Pitirim (biskup wielkopermski)
- Polikarp ze Smyrny
- Porfiriusz Antiocheński
- Porfiriusz Palestyński
- Porfiriusz z Gazy
- Potapiusz z Teb
- Prochor Apostoł
- Prokopiusz z Jerozolimy
- Prokopiusz z Ustiuga
- Prokopiusz Wiacki
- Prokulus
- Prosdoka
- Protazy
- Pryskus
- Aelia Pulcheria

### R
- Archanioł Rafał
- Rafał z Brooklynu
- Raisa z Aleksandrii
- Rewokatus
- Rimma
- Roman Opat
- Roman z Antiochii
- Roman Pieśniarz
- Roman z Samosaty
- Roman (książę riazański)
- Roman (książę uglicki)
- Romilus z Rawanicy
- Rostisław
- Rościsław I Michał
- Ryksjusz

### S
- Sabeliusz
- Salome z Antiochii
- Samon z Edessy
- Samuel (postać biblijna)
- Samuel Egipcjanin
- Satornilus
- Saturus
- Sawa II
- Sawa Gocki
- Sawa Krypiecki
- Sawa Moskiewski
- Święty Sawa
- Sawa Storożewski
- Sawa Uświęcony
- Sawa Wiszerski
- Sawa (metropolita Ardealu)
- Sawwacjusz Sołowiecki
- Sawin z Cypru
- Sawin z Hermopolis
- Sawin z Katanii
- Sawin z Rzymu
- Scholastyka z Nursji
- Sebastian
- Sebelcjusz
- Sekundulus
- Serafin z Sarowa
- Serafin (Cziczagow)
- Serafina z Antiochii
- Serapion Pskowski
- Sergiusz Nuromski
- Sergiusz Piotrogrodzki
- Sergiusz Rzymianin
- Sergiusz z Radoneża
- Sergiusz Wałaamski
- Seridos
- Sofoniasz
- Sofroniusz Wraczanski
- Sofroniusz I (patriarcha Jerozolimy)
- Sozjusz
- Spirydon (biskup Tremithus)
- Stachys (biskup Bizancjum)
- Stefan Nemania (Symeon Serbski)
- Stefan Brankowicz
- Stefan Urosz III Deczański
- Stefan Dragutin Nemanja
- Stefan Hrebeljanović
- Stefan Machryski
- Stefan Urosz II Milutin Nemanja
- Stefan Nowy
- Stefan Urosz IV Nemanja
- Stefan Wyznawca
- Stefan z Chiry
- Stefan (biskup wielkopermski)
- Stefan Cudotwórca
- Stefan z Perm
- Stefan, pierwszy męczennik
- Stratonik
- Sylwan z Atosu
- Sylwester Obnorski
- Sylwester I
- Symeon Sprawiedliwy
- Symeon Nowy Teolog
- Symeon Palestyński
- Symeon Stylita Starszy
- Symeon Stylita Młodszy
- Symeon Wierchoturski
- Symeon Połocki
- Symeon (postać biblijna)
- Szałwa (książę gruziński)
- Szio z Mgwime
- Szuszanik z Ran
- Szymon Metafrasta
- Szymon Zelotes

### Ś
- Świetłana

### T
- Tadeusz ze Stepancmindy
- Tadeusz, arcybiskup twerski
- Taisa Egipska
- Taisa z Egiptu
- Taleleusz (męczennik)
- Tamara Bagration
- Tarazjusz (patriarcha Konstantynopola)
- Tatiana z Rzymu
- Tatiana Nikołajewna Romanowa
- Tekla
- Teodor Stratelates
- Teodor Studyta
- Teodor Tyron
- Teodor Wareg
- Teodor z Sykeonu
- Teodor (arcybiskup rostowski)
- Teodor z Edessy
- Teodor (książę muromski)
- Teodor (książę smoleński)
- Teodor Wyznawca
- Teodora z Sihla
- Teodora z Tesalonik
- Teodora (żona cesarza Teofila)
- Teodora (żona Justyniana I)
- Teodot z Ankary
- Teodozja
- Teodozja z Azji
- Teodozja z Kanopy
- Teodozja z Tarasu
- Teodozja z Konstantynopola
- Teodozjusz Pieczerski
- Teodozjusz Totiemski
- Teodozy Wielki (mnich)
- Teodozjusz Czernihowski
- Teodul
- Teodul Palestyński
- Teofan Miłosierny
- Teofan Pustelnik
- Teofan Wyznawca Sigriańsk
- Teofil
- Teofilakt Wyznawca
- Teognost
- Teoktyst
- Teoktysta z Kanopy
- Teopist Rzymski
- Teopista Rzymska
- Teotrepiusz
- Terapont Biełozierski
- Tichon (biskup woroneski)
- Tichon (patriarcha Moskwy)
- Tichon Zadoński
- Tomasz Apostoł
- Tryfon z Frygii
- Tryfon Pieczenski
- Tryfon Wiacki
- Tymon
- Tymoteusz z Efezu
- Tytus (biskup Krety)
- Tytus Cudotwórca

### W
- Wadim
- Wasyl III Rurykowicz
- Wafucjusz
- Walenty Słowian
- Walenty Rzymianin
- Walentyna z Cezarei
- Walerian
- Waradat
- Warsonofiusz Wielki
- Warsonofiusz z Optiny
- Warsonofiusz (biskup twerski)
- Warsonofiusz (Lebiediew)
- Weniamin, metropolita petersburski
- Weronika
- Wespezjusz
- Wratysław I
- Święta Wiara
- Wiktor z Damaszku
- Wiktoryn Ptujski
- Wincenty z Saragossy
- Wit
- Witalis
- Własjusz z Sebasty
- Włodzimierz (kapłan)
- Włodzimierz (książę nowogrodzki)
- Włodzimierz, metropolita kijowski
- Włodzimierz I Wielki
- Wsiewołod (książę nowogrodzki)

### Z
- Zachariasz (prorok)
- Zachariasz sprawiedliwy
- Zenon z Ikałty
- Zinaida z Tarsu
- Złata Bułgarska
- Zofia Rzymska
- Zofia (księżna słucka)
- Zoja
- Zosima Pustelnik
- Zozym Sołowiecki
- Zuzanna Rzymska